# Metylobromek morfiny
Metylobromek morfiny, poprawnie bromek N-metylomorfiniowy – organiczny związek chemiczny, N-metylowa pochodna morfiny. Jest stosowany jako syntetyczny lek opioidowy. Jest objęty Jednolitą konwencją o środkach odurzających z 1961 roku (wykaz I). W Polsce jest w wykazie I-N Ustawy o przeciwdziałaniu narkomanii.